# Erynia radicans
Erynia radicans är en svampart som först beskrevs av Julius Oscar Brefeld, och fick sitt nu gällande namn av Humber, Ben Ze'ev & R.G. Kenneth 1981. Erynia radicans ingår i släktet Erynia och familjen Entomophthoraceae.   Inga underarter finns listade i Catalogue of Life.